# Jindřich, hrabě z Chambord
Jindřich, hrabě z Chambord (29. září 1820 – 24. srpen 1883, celým jménem Henri Charles Ferdinand Marie Dieudonné d'Artois, duc de Bordeaux) byl francouzský princ z dynastie Bourbonů. Mezi 2. srpnem a 9. srpnem 1830 byl podle následnického práva legitimním francouzským králem jako Jindřich V. (a navarrským jako Jindřich IV.) Poté byl v letech 1844–1883 legitimním pretendentem francouzského (a navarrského) trůnu.
Narodil se 29. září 1820 jako pohrobek prince Karla Ferdinanda, vévody z Berry a jeho ženy princezny Karolíny Neapolsko-Sicilské. Jeho otec (byl druhorozený syn francouzského krále Karla X.) byl zavražděn 14. ledna 1820. Jindřich tak byl po svém strýci druhý v pořadí na trůn.

## Vláda
Po sesazení a abdikaci krále Karla X. se krátce na 20 minut v roce 1830 stal (alespoň podle následnického práva) králem jeho syn jako Ludvík XIX. Poté musel i on ustoupit nátlaku a abdikovat jako jeho otec ve prospěch svého synovce desetiletého Jindřicha, hraběte de Chambord. Liberální, buržoazií kontrolovaná Poslanecká sněmovna odmítla potvrdit nástupnictví mladého hraběte, který se měl stát králem Jindřichem V. a místo toho ve volbě bojkotované zástupci konzervativců prohlásila francouzský trůn za prázdný. K moci se tak dostává Ludvík Filip, hrabě Orleánský, z vedlejší linie rodu Bourbonů, Bourbon-Orléans vůbec poslední francouzský král.
Po nástupu Ludvíka Filipa na francouzský trůn se stal legitimistickým uchazečem o trůn Jindřichův děd, bývalý král Karel X., po jeho smrti se jím stal jeho syn Ludvík Antonín, vévoda z Angoulême (Ludvík XIX.). Když ten v roce 1844 zemřel, stal se legitimním pretendentem francouzského trůnu Jindřich, hrabě z Chambord.

## Opětovná naděje na trůn
Když bylo v roce 1870 poraženo Druhé Francouzské císařství v prusko-francouzské válce, získali monarchisté většinu v Národním shromáždění. Orléanisté podporovali nárok legitimního hraběte de Chambord na trůn, s nadějí že po jeho smrti by měl být dalším králem vévoda Filip Orleánský, hrabě pařížský. Jindřich tak byl jak pretendentem legitimnistů tak orléanistů a obnovení monarchie ve Francii se zdálo být velmi reálné. Ten ale korunu chtěl přijmout pouze pod podmínkou, že se Francie vzdá své revoluční trikolóry a jako vlajku přijme původní královskou vlajku s liliemi. Poté pod podmínkou kompromisu, že by původní vlajka byla královskou standartou a trikolora by byla státní vlajkou, ale i tento návrh byl zamítnut.

## Legitimisté a orléanisté-unionisté
Po Jindřichově smrti v roce 1883, jelikož s ním vymřela původní starší linie Bourbonů, vyvstaly nyní již oprávněné dohady o to, kdo má nárok na trůn. Stále trval spor mezi legitimisty a orléanisty. K orléanistům se ale přidala dosavadní část legitimistů, kteří si díky tomu říkají unionisté.

## Vývod z předků
|                            |                                       |  |                      |                               |  |  |  |  |  |  |  | Ludvík XV. |
|                            |                                       |  |                      |                               |  |  |  |  |  |  |  |            |
|                            | Ludvík Ferdinand Bourbonský           |  |                      |                               |  |  |  |  |  |  |  |            |
|                            |                                       |  |                      |                               |  |  |  |  |  |  |  |            |
|                            |                                       |  |                      | Marie Leszczyńská             |  |  |  |  |  |  |  |            |
|                            |                                       |  |                      |                               |  |  |  |  |  |  |  |            |
|                            | Karel X. Francouzský                  |  |                      |                               |  |  |  |  |  |  |  |            |
|                            |                                       |  |                      |                               |  |  |  |  |  |  |  |            |
|                            |                                       |  |                      | August III. Polský            |  |  |  |  |  |  |  |            |
|                            |                                       |  |                      |                               |  |  |  |  |  |  |  |            |
|                            | Marie Josefa Saská                    |  |                      |                               |  |  |  |  |  |  |  |            |
|                            |                                       |  |                      |                               |  |  |  |  |  |  |  |            |
|                            |                                       |  |                      | Marie Josefa Habsburská       |  |  |  |  |  |  |  |            |
|                            |                                       |  |                      |                               |  |  |  |  |  |  |  |            |
|                            | Karel Ferdinand Bourbonský            |  |                      |                               |  |  |  |  |  |  |  |            |
|                            |                                       |  |                      |                               |  |  |  |  |  |  |  |            |
|                            |                                       |  |                      | Karel Emanuel III. Sardinský  |  |  |  |  |  |  |  |            |
|                            |                                       |  |                      |                               |  |  |  |  |  |  |  |            |
|                            | Viktor Amadeus III.                   |  |                      |                               |  |  |  |  |  |  |  |            |
|                            |                                       |  |                      |                               |  |  |  |  |  |  |  |            |
|                            |                                       |  |                      | Polyxena Hesensko-Rotenburská |  |  |  |  |  |  |  |            |
|                            |                                       |  |                      |                               |  |  |  |  |  |  |  |            |
|                            | Marie Tereza Savojská                 |  |                      |                               |  |  |  |  |  |  |  |            |
|                            |                                       |  |                      |                               |  |  |  |  |  |  |  |            |
|                            |                                       |  |                      | Filip V. Španělský            |  |  |  |  |  |  |  |            |
|                            |                                       |  |                      |                               |  |  |  |  |  |  |  |            |
|                            | Marie Antonie Španělská               |  |                      |                               |  |  |  |  |  |  |  |            |
|                            |                                       |  |                      |                               |  |  |  |  |  |  |  |            |
|                            |                                       |  |                      | Alžběta Farnese               |  |  |  |  |  |  |  |            |
|                            |                                       |  |                      |                               |  |  |  |  |  |  |  |            |
| Jindřich, hrabě z Chambord |                                       |  |                      |                               |  |  |  |  |  |  |  |            |
|                            |                                       |  |                      |                               |  |  |  |  |  |  |  |            |
|                            |                                       |  | Karel III. Španělský |                               |  |  |  |  |  |  |  |            |
|                            |                                       |  |                      |                               |  |  |  |  |  |  |  |            |
|                            | Ferdinand I. Neapolsko-Sicilský       |  |                      |                               |  |  |  |  |  |  |  |            |
|                            |                                       |  |                      |                               |  |  |  |  |  |  |  |            |
|                            |                                       |  |                      | Marie Amálie Saská            |  |  |  |  |  |  |  |            |
|                            |                                       |  |                      |                               |  |  |  |  |  |  |  |            |
|                            | František I. Neapolsko-Sicilský       |  |                      |                               |  |  |  |  |  |  |  |            |
|                            |                                       |  |                      |                               |  |  |  |  |  |  |  |            |
|                            |                                       |  |                      | František I. Štěpán Lotrinský |  |  |  |  |  |  |  |            |
|                            |                                       |  |                      |                               |  |  |  |  |  |  |  |            |
|                            | Marie Karolína Rakouská               |  |                      |                               |  |  |  |  |  |  |  |            |
|                            |                                       |  |                      |                               |  |  |  |  |  |  |  |            |
|                            |                                       |  |                      | Marie Terezie Habsburská      |  |  |  |  |  |  |  |            |
|                            |                                       |  |                      |                               |  |  |  |  |  |  |  |            |
|                            | Marie Karolína Neapolsko-Sicilská     |  |                      |                               |  |  |  |  |  |  |  |            |
|                            |                                       |  |                      |                               |  |  |  |  |  |  |  |            |
|                            |                                       |  |                      | František I. Štěpán Lotrinský |  |  |  |  |  |  |  |            |
|                            |                                       |  |                      |                               |  |  |  |  |  |  |  |            |
|                            | Leopold II.                           |  |                      |                               |  |  |  |  |  |  |  |            |
|                            |                                       |  |                      |                               |  |  |  |  |  |  |  |            |
|                            |                                       |  |                      | Marie Terezie Habsburská      |  |  |  |  |  |  |  |            |
|                            |                                       |  |                      |                               |  |  |  |  |  |  |  |            |
|                            | Marie Klementina Habsbursko-Lotrinská |  |                      |                               |  |  |  |  |  |  |  |            |
|                            |                                       |  |                      |                               |  |  |  |  |  |  |  |            |
|                            |                                       |  |                      | Karel III. Španělský          |  |  |  |  |  |  |  |            |
|                            |                                       |  |                      |                               |  |  |  |  |  |  |  |            |
|                            | Marie Ludovika Španělská              |  |                      |                               |  |  |  |  |  |  |  |            |
|                            |                                       |  |                      |                               |  |  |  |  |  |  |  |            |
|                            |                                       |  |                      | Marie Amálie Saská            |  |  |  |  |  |  |  |            |
|                            |                                       |  |                      |                               |  |  |  |  |  |  |  |            |